# Nestea

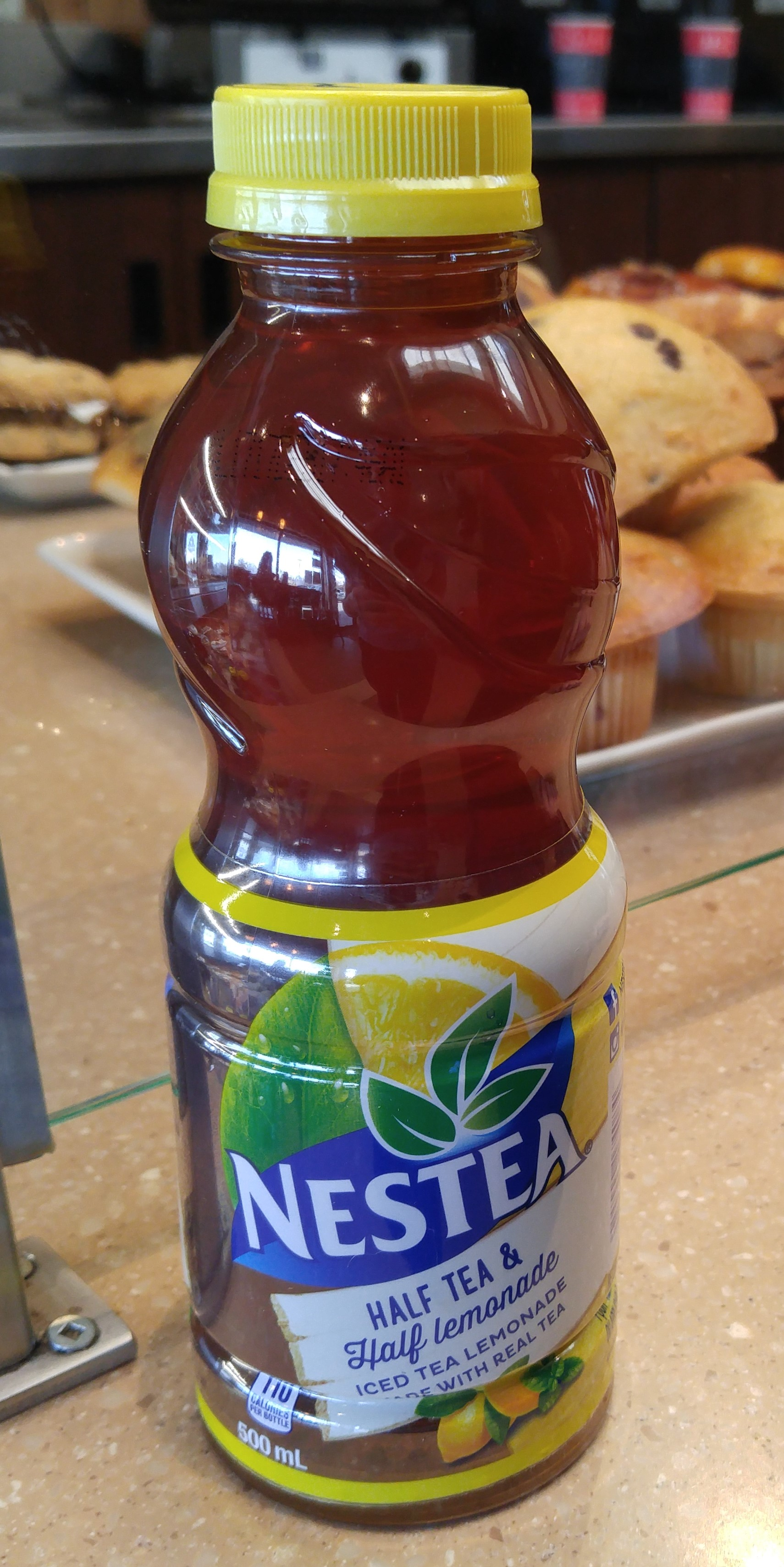
Nestea-flaska.

Nestea är ett varumärke för iste som tillverkas och distribueras av Beverage Partners Worldwide (i USA av Nestlé). Drycken är enligt tillverkarens egen utsago fri från färgämnen och konserveringsmedel. Nesteas största marknader är USA, Kanada. Australien, Taiwan, Italien, Spanien, Schweiz och Tyskland. I Sverige lanserades märket 2002 i smakerna "Peach" och "Lemon". Den sockerfria varianten "White Peach" lanserades 2005. I Sverige såldes drycken i PET-flaskor à 50 cl. Omkring år 2009 slutade drycken att säljas i Sverige.[källa behövs]